# Nationale Frauen-Fußball-Meisterschaft 2004
Die Nationale Frauen-Fußball-Meisterschaft 2004 war die 2. Austragung des Fußball-Pokalwettbewerbs für südkoreanische Vereinsmannschaften der Frauen.
Das Pokalturnier begann am 1. Dezember 2004 und endete am 4. Dezember 2004.  Die Spiele wurden in Jinnam, Jinnam-Stadion ausgetragen.

## Teilnehmende Mannschaften
Am Pokalturnier nahmen die beiden Mannschaften Gyeongnam Daekyo Kangerous WFC und Incheon INI Steel WFC teil.

### Finale
Das Hinspiel wurde am 1. Dezember 2004 und das Rückspiel am 4. Dezember 2004 ausgetragen.
|                            | Ergebnis |                            |
| -------------------------- | -------- | -------------------------- |
| Incheon INI Steel WFC      | 3:0      | Seoul Daekyo Kangerous WFC |
| Seoul Daekyo Kangerous WFC | 1:1      | Incheon INI Steel WFC      |
| Incheon INI Steel WFC      | 4:1      | Seoul Daekyo Kangerous WFC |